# أحمد الصافي (نحات)
أحمد الصافي فنان ونحات عراقي ولد في مدينة الديوانية جنوب العراق عام 1971م درس النحت في أكاديمية الفنون الجميلة في بغداد حاصل على جائزة إسماعيل فتاح الترك للنحاتين الشباب عام 2000م.
يمثل الصافي جيل فناني تسعينات القرن الماضي الذين عايشوا الحصار وحكومة حزب البعث العراقي.، وأثناء تلك الفترة كان الصافي يعرض لوحاته ومنحوتاته في مشغله في بغداد وكانا أعماله محط اهتمام واقتناء العديد من الدبلوماسيين وجامعي القطع الفنية من الغرب ومن الشرق الأوسط كذلك.اشتهر الصافي بالأعمال البرونزية وأغلب أعماله يمكن تشخصيها في أمرين رئيسيين أولها هو محاولات مستميتة للأشخاص بالتحرر والانعتاق والثاني هو فكر التوازن الأخلاقي الإنساني في الأفعال في ظل نظام حزب البعث. كذلك يستمد أحمد الصافي أفكاره من ثقافة بلاد ما بين النهرين والزراعة وصيد الأسماك .
يعيش أحمد الصافي من عام 2005م في باريس.

## الروابط الخارجية
- AlSafiArt
- Saatchi Gallery
- Baghdad Journal - Artnet.com
- Mumford, Steve. "Baghdad Journal", artnet, July 12, 2004. Accessed May 19, 2008.